# Коронадо Чавес
Коронадо Чавес (1807–1881) — президент Гондурасу з січня 1845 до січня 1847 року.